# مطار باندارنيك الدولي
مطار باندارنيك الدولي (بالسنهالية: බණ්ඩාරනායක ජාත්‍යන්තර ගුවන්තොටුපළ، رومنة: Bandāranāyaka Jātyantara Guvantoṭupaḷa)(بالتاميلية: பண்டாரநாயக்க சர்வதேச விமான நிலையம்، رومنة: Paṇṭāranāyakka Carvatēca Vimāṉa Nilaiyam)(إياتا: CMB، إيكاو: VCBI) هو المطار الدولي الرئيسي الذي يخدم سريلانكا. سمي على اسم رئيس الوزراء السابق س دبليو أر دي باندارانايكا (1899–1959) يقع شمال كولومبو، عاصمة البلاد القديمة والمركز التجاري، ب32.5 كيلومترًا. تدير خدمات المطارات والطيران (سريلانكا) المحدودة المطار وهو محور للخطوط الجوية السريلانكية، الناقل الوطني لسريلانكا.

## شركات الطيران

### الركاب
| شركـات طيـران             | الوجهات | Refs   |
| ------------------------- | --- | ------ |
| إيروفلوت                  | موسمي: مطار شيريميتييفو الدولي | [ 2 ]  |
| العربية للطيران           | مطار الشارقة الدولي |        |
| طيران الصين               | مطار جينغديو الجديد (تبدأ في 3 يوليو 2023) | [ 3 ]  |
| طيران الهند               | مطار تشيناي الدولي، مطار انديرا غاندي الدولي |        |
| طيران سيشل                | مطار سيشل الدولي (تبدأ في 20 يونيو 2023) | [ 4 ]  |
| طيران آسيا                | مطار كوالالمبور الدولي |        |
| Azur Air                  | موسمي عارض: مطار يميلانو الدولي، مطار فنوكوفو الدولي، مطار نوفوسيبيرسك، مطار بولكوفو، مطار كوروموخ الدولي، Tyumen |        |
| باتيك إير ماليزيا         | مطار كوالالمبور الدولي، مطار فيلانا الدولي (تتهي في 6 يونيو 2023) | [ 6 ]  |
| خطوط شرق الصين الجوية     | مطار كونمينغ جانغشوي الدولي، مطار شانغهاي بودنغ الدولي | [ 7 ]  |
| Cinnamon Air              | Batticaloa، Bentota، Dickwella، Hambantota–Mattala، Koggala، Nuwara Eliya ‏، Sigiriya، Trincomalee عارض: Jaffna، Vavuniya |        |
| إديلويس إير               | موسمي: مطار زيورخ الدولي |        |
| طيران الإمارات            | مطار دبي الدولي، مطار فيلانا الدولي |        |
| الاتحاد للطيران           | مطار أبو ظبي الدولي |        |
| FitsAir                   | مطار تشيناي الدولي، مطار دبي الدولي، مطار فيلانا الدولي، مطار تيروتشيرابالي الدولي |        |
| فلاي دبي                  | مطار دبي الدولي، مطار فيلانا الدولي | [ 10 ] |
| طيران الخليج              | مطار البحرين الدولي، مطار فيلانا الدولي |        |
| خطوط إنديقو               | مطار كيمبيغودا الدولي، مطار تشيناي الدولي |        |
| طيران الجزيرة             | مطار الكويت الدولي |        |
| الخطوط الجوية الماليزية   | مطار كوالالمبور الدولي |        |
| الطيران العماني           | مطار مسقط الدولي |        |
| الخطوط الجوية القطرية     | مطار حمد الدولي، مطار فيلانا الدولي |        |
| طيران السلام              | مطار مسقط الدولي | [ 12 ] |
| الخطوط السعودية           | مطار الملك عبد العزيز الدولي |        |
| الخطوط الجوية السنغافورية | مطار شانغي سنغافورة |        |
| الخطوط الجوية السريلانكية | مطار أبو ظبي الدولي، مطار كيمبيغودا الدولي، مطار سوفارنابومي الدولي، مطار بكين العاصمة الدولي، مطار تشيناي الدولي، مطار كويمباتور الدولي، مطار الملك فهد الدولي، مطار انديرا غاندي الدولي، مطار شاه جلال الدولي، مطار حمد الدولي، مطار دبي الدولي، مطار فرانكفورت، Gan، مطار قوانغتشو باييون الدولي، مطار راجيف غاندي الدولي، مطار سوكارنو هاتا الدولي، مطار الملك عبد العزيز الدولي، مطار جناح الدولي، مطار تريبوفان الدولي، مطار كوتشين، مطار كاليكوت الدولي، مطار كوالالمبور الدولي، مطار الكويت الدولي، مطار علامه إقبال الدولي، مطار لندن هيثرو، مطار مدورئي الدولي ‏، مطار سيشل الدولي، مطار فيلانا الدولي، مطار ملبورن الدولي، مطار تشاتراباتي شيفاجي الدولي، مطار مسقط الدولي، مطار باريس شارل ديغول، مطار الملك خالد الدولي، مطار إنتشون الدولي، مطار شانغهاي بودنغ الدولي، مطار شانغي سنغافورة، مطار سيدني، مطار تريفاندروم الدولي، مطار تيروتشيرابالي الدولي، مطار ناريتا الدولي |        |
| طيران آسيا (تايلاند)      | مطار دون موينغ (تستأنف 9 يوليو 2023) | [ 15 ] |
| الخطوط الجوية التركية     | مطار إسطنبول الدولي |        |
| فيستارا                   | مطار تشاتراباتي شيفاجي الدولي | [ 16 ] |

### الشحن
| شركـات طيـران         | الوجهات               | Refs   |
| --------------------- | --------------------- | ------ |
| كاثي باسيفيك          | مطار هونغ كونغ الدولي | [ 17 ] |
| الخطوط الجوية التركية | مطار كيمبيغودا الدولي | [ 18 ] |